# パツィー・レディ
デイム・パトリシア・リー "パツィー" レディ（Dame Patricia Lee "Patsy" Reddy, ニュージーランド・メリット勲章, 女王功績勲章, 聖ヨハネ騎士団（1888年公認）, 1954年5月17日 - ）は、第21代ニュージーランド総督（2016年9月28日 - 2021年9月28日）、弁護士。

## 来歴

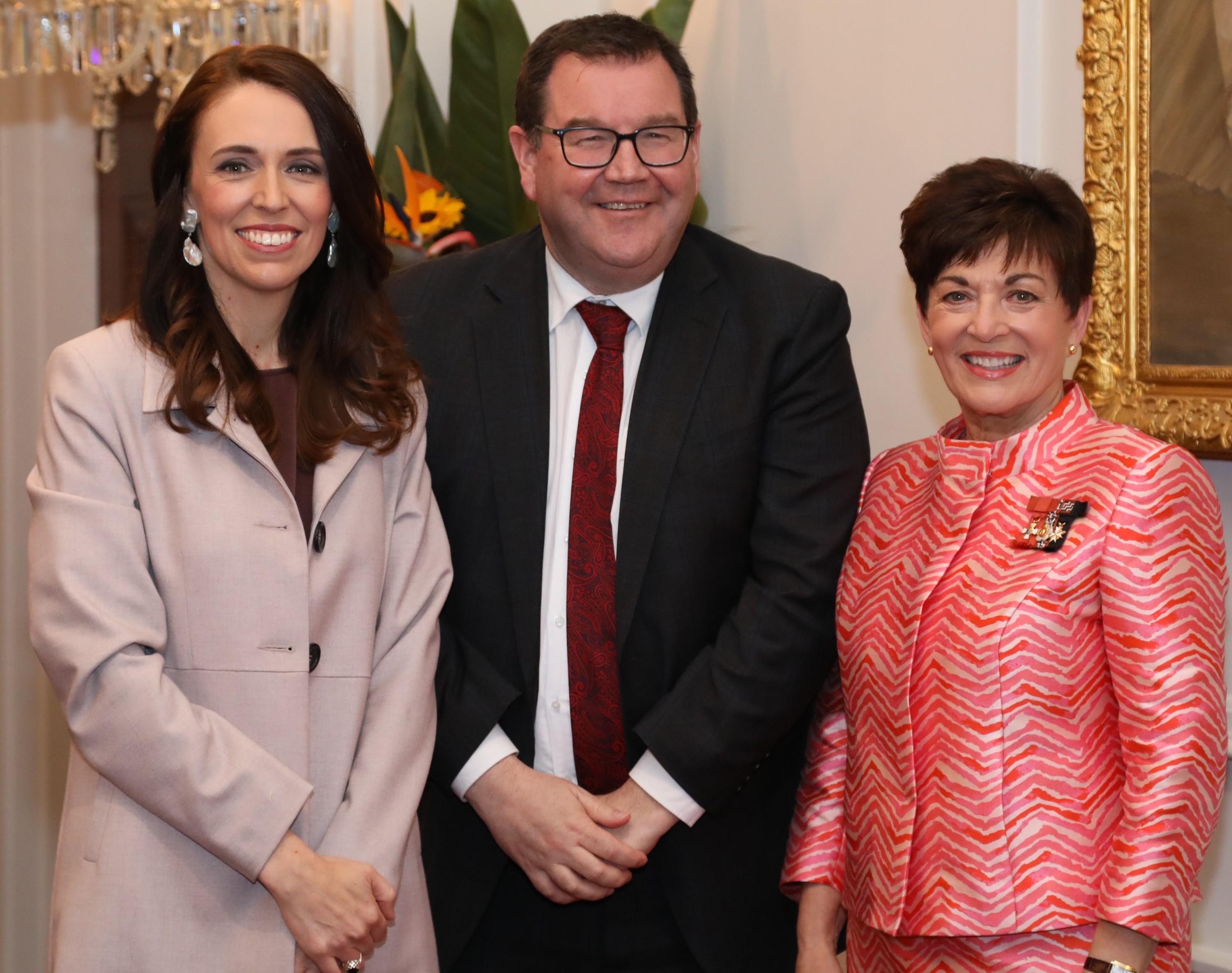
左からジャシンダ・アーダーン、グラント・ロバートソン、レディ（2020年11月6日）

1954年5月17日にワイカト地方郊外マタマタに誕生する。アイルランドの家系を持ち、両親共に教師という家庭に育つ。6歳でハミルトンへ引越し、ハミルトン・ガールズ・ハイスクール卒。1976年にヴィクトリア大学ウェリントンで法学士、1979年に法学修士の学位を取得。1982年までヴィクトリア大学法学部助手・講師を務める。1982年にヴィクトリア大学を退職後、弁護士事務所へ移籍し、1983年にパートナー（共同経営者）となる。1983年に投資顧問会社「ブラエリー・インベストメンツ」へ移籍し企業買収を手がける。1996年にカジノを運営する「スカイ・シティ」副会長（2008年まで）、1997年にテレコム・ニュージーランド（現在のスーパーク・ニュージーランド）理事（2008年まで）、2009年に映画の著作物を所管する「ニュージーランド映画コミッション」会長に就任。
2014年に芸術界とビジネス界への貢献によりニュージーランド・メリット勲章ナイトを授与され、デーム(Dame)の称号を得る。
2016年3月にニュージーランド首相の推薦を受け、第21代ニュージーランド総督に内定。同年9月28日、女性として3人目の総督に就任。
夫は弁護士・コンサルタントで、元司法委員会長のサー・デービッド・ガスコイン。